# Rue Treilhard
Rue Treilhard är en gata i Quartier de l'Europe i Paris åttonde arrondissement. Rue Treilhard är uppkallad efter den franske juristen och politikern Jean-Baptiste Treilhard (1742–1810). Rue Treilhard börjar vid Rue de la Bienfaisance 40 och Rue de Miromesnil 67 och slutar vid Rue de Téhéran och Place de Narvik 6.

## Omgivningar
- Saint-Augustin
- Place de Narvik
- Parc Monceau
- Square Marcel-Pagnol

## Bilder
| - Gatuskylt. - Saint-Augustin. - Place de Narvik. - Rotundan i Parc Monceau. - Square Marcel-Pagnol. |

## Kommunikationer
- Tunnelbana – linjerna   – Miromesnil
- Busshållplats Lisbonne – Mairie du 8e – Paris bussnät

### Webbkällor
- ”Rue Treilhard”. Mairie de Paris. https://web.archive.org/web/20160303180059/http://www.v2asp.paris.fr/commun/v2asp/v2/nomenclature_voies/Voieactu/9423.nom.htm. Läst 21 augusti 2023.
- ”Rue Treilhard (8ème arrondissement)”. Les rues de Paris. https://web.archive.org/web/20190808103539/http://www.parisrues.com/rues08/paris-08-rue-treilhard.html. Läst 21 augusti 2023.